# Письма с рицином (2013)
Письма с рицином (2013) — три письма, содержавшие в себе высокотоксичное вещество рицин, которые были посланы трём разным адресатам.
16 апреля 2013 года конверт, который предварительно прошёл тест и получил положительный результат на рицин, был перехвачен на пути в Капитолий в вашингтонском почтовом отделении. Согласно сообщениям, конверт был адресован в офис сенатора-республиканца от штата Миссисипи Роджера Уикера. 17 апреля 2013 года конверт, который был направлен на имя президента США Барака Обамы, предварительно был протестирован и дал положительный результат на рицин.
Оба письма, которые были отправлены из Мемфиса, штат Теннесси, включали в себя письма с фразами "No one wanted to listen to me before. There are still 'Missing Pieces.' Maybe I have your attention now even if that means someone must die. This must stop. To see a wrong and not expose it, is to become a silent partner to its continuance." и "I am KC and I approve this message".
Третье письмо было отправлено из Миссисипи судье округа Ли Сэди Холланду, который получил и открыл его 10 апреля. В письме содержался аналогичный текст; письмо было отправлено на тестирование, которое дало положительный результат на рицин.

## Освобождение ранее подозреваемого
17 апреля 2013 года агенты ФБР задержали в городе Коринт, штат Миссисипи, мужчину по подозрению в рассылке писем с рицином, однако все обвинения с него были сняты, и он был выпущен 23 апреля 2013 года. Федеральные следователи сообщили, что они не могут найти никаких свидетельств, связывающих его с письмами. Агент ФБР свидетельствовал, что рицина и его следов в его доме обнаружить не удалось, а сделанная предварительно программно-техническая экспертиза его компьютера не подтвердила какой-либо связи с рицином. Адвокат обвиняемого утверждал в суде, что его подзащитный, возможно, был ложно обвинён человеком, с которым он враждовал онлайн.

## Второй арест
23 апреля агенты в городе Тупело, штат Миссисипи, обыскали дом мужчины, идентифицированного как Эверетт Дучке и подозревавшегося в участии в деле о рицине. Новая информация по делу Дучке была обнаружена органами, которые держали под наблюдением дом Дучке. Дучке был арестован в ранние часы 27 апреля. Позже, в тот же день, Дучке был обвинён в попытке применения биологического оружия. Дучке отверг обвинения через своего адвоката и 1 мая 2013 года был освобождён под залог в 25 000 $, так как ранее не был связан с какими-либо уголовными преступлениями. 3 июня 2013 года Дучке был обвинён по пяти пунктам: в производстве и использовании смертельного токсина в качестве оружия, в угрозах Президенту Обаме, сенатору Роджеру Уикеру и судье Сэди Холланду.
В мае 2014 года Дучке признал себя виновным и был приговорен к 25 годам тюрьмы.